# Mario Daniel Vega
Mario Daniel Vega (Cutral Co, Neuquén, 3 de junio de 1984) es un exfutbolista argentino. Se desempeñaba como arquero y su último equipo fue San Jose Earthquakes de la Major League Soccer de Estados Unidos. Actualmente es asistente del entrenador Matias Almeyda en el AEK Atenas.

## Trayectoria

### Nueva Chicago
Se inició en uno de los clubes más grandes de la segunda división Argentina y una de las hinchadas más populares.
Fue titular y gran valuarte en el ascenso de Nueva Chicago a la máxima categoría en 2006.
Dejó un recuerdo imborrable en la institución por su gran calidad de persona y cuando tiene la oportunidad suele visitar las instalaciones del club.

### River Plate
En 2007/08 debido a su buen desempeño, en el 2007 fue transferido a River Plate donde no atajó en ningún partido del primer torneo. En la Copa Sudamericana 2007 no jugó ningún partido. En 2008, Vega fue parte del equipo de River Plate que ganó el Torneo Clausura 2008, pero no jugó en ninguno de los encuentros. En la Copa Libertadores 2008 el Indio no disputó ningún partido. En la Copa Sudamericana 2008 Vega no jugó ningún partido, fue suplente en 4 de ellos. 
En el Apertura 2008 jugó por primera vez, el 26 de octubre en la primera división del River Plate, durante el segundo tiempo contra Gimnasia y Esgrima de Jujuy, después de una lesión del arquero titular, Juan Ojeda. El indio atajó 9 partidos, 8 como titular y 1 como suplente. En el Clausura 2009 le atajó un penal a Daniel Montenegro donde el encuentro lo ganó River por 2:0. Vega atajó en 11 partidos, todos como titular.
En la Copa Revancha de Mendoza, frente a Boca Juniors, en los penales, le atajó un penal a Ariel Rosada y uno a Juan Sánchez Miño consagrándose River Plate, campeón de dicha copa. 
En la copa Copa Libertadores 2009 el indio atajó en 1 partido como titular versus Nacional de Paraguay. El partido terminó 4 a 2 a favor de Nacional.
En el Apertura 2009 Daniel Vega atajó 15 partidos, todos como titular mientras que en la Copa Sudamericana 2009 Vega atajó como titular versus el Lanús en un partido que terminó 1:2 a favor de Lanús. En el Clausura 2010 atajó en 18 partidos, todos como titular mientras que en el Apertura 2010 no atajó ningún partido y fue el arquero suplente de Juan Pablo Carrizo. Por el Clausura 2011 no atajó ningún partido en el torneo y fue el arquero suplente de Leandro Chichizola por 5 partidos y 14 de Juan Pablo Carrizo.
En la temporada 2011/12 de la B Nacional El Indio empezó a atajar en la segunda parte del torneo como titular y luego no atajó en ningún partido más. Más tarde, a partir de flojas actuaciones como arquero titular de Leandro Chichizola, el entrenador Matías Almeyda consideró la posibilidad de otorgarle el puesto titular de arquero. Finalmente arrancó atajando en el 2012 en los partidos amistosos de verano perfilándose como titular para el torneo. Es así como en el final de la primera parte del torneo de la Primera B Nacional, ataja frente al Club Almirante Brown en Isidro Casanova, obteniendo un 1:1 de resultado final. A pesar de un rendimiento irregular, Vega fue titular todo el torneo. Por la Copa Argentina, 7 de diciembre volvió al arco millonario en los 32avos. de final, en un partido que River Plate triunfó por 1:0 frente al Club Defensores de Belgrano. Vega atajó en 20 partidos, todos como titular.
En el Torneo Inicial 2012 atajó en la 1º fecha del torneo, contra Belgrano en el Monumental. El equipo "Millonario" cayó por 2:1. Luego en la fecha 14º por microdesgarro de Marcelo Barovero en el partido versus Unión ingresó a los 18' del segundo tiempo, en el partido que terminó 2:0 a favor de River. Disputó los siguientes encuentros versus Atlético Rafaela y Argentinos Juniors. También volvió a jugar contra Independiente en el empate 2:2. 
Con la llegada de Ramón Ángel Díaz como nuevo entrenador de River Plate, le fue comunicado que no sería tenido en cuenta para el Torneo Final 2013 por lo quedó en libertad de acción. Daniel Vega terminó con 79 partidos jugados en River y  2 títulos ganados. Su Actual Mánager es el Argentino Marcos Garzia (GarziaFutbol)

## Estadísticas

### Clubes
| Club                 | País           | Año       | PJ |
| -------------------- | -------------- | --------- | -- |
| Nueva Chicago        | Argentina      | 2003-2007 | 58 |
| River Plate          | Argentina      | 2007-2013 | 79 |
| Anorthosis Famagusta | Chipre         | 2013-2015 | 17 |
| Miami F.C.           | Estados Unidos | 2016-2018 | 71 |
| Tampa Bay Rowdies    | Estados Unidos | 2018-2019 | 10 |
| San Jose Earthquakes | Estados Unidos | 2019-2021 | 49 |

## Clubes como segundo entrenador
| Club                 | País           | Año       |
| -------------------- | -------------- | --------- |
| San Jose Earthquakes | Estados Unidos | 2022      |
| AEK Atenas           | Grecia         | 2022-2024 |

## Palmarés

### Campeonatos nacionales
| Título             | Club          | País      | Año    |
| ------------------ | ------------- | --------- | ------ |
| Primera B Nacional | Nueva Chicago | Argentina | 2006   |
| Primera División   | River Plate   | Argentina | C-2008 |
| Primera B Nacional | River Plate   | Argentina | 2012   |

### Como segundo entrenador

#### Campeonatos nacionales
| Título              | Club       | País   | Año     |
| ------------------- | ---------- | ------ | ------- |
| Superliga de Grecia | AEK Atenas | Grecia | 2022-23 |
| Copa de Grecia      | AEK Atenas | Grecia | 2022-23 |

## Otros datos

### Récords
Vega alcanzó el récord de Amadeo Carrizo, llegó a siete partidos sin que le conviertan goles en el Monumental, es decir 630 minutos. En uno de ellos atajó Chichizola y en los otros siete, el Indio, para alcanzar una marca de 8 partidos que había logrado Amadeo Carrizo.[cita requerida]